# 시모키타야마촌
시모키타야마촌(일본어: 下北山村)은 일본 나라현 최남단에 있는 요시노군의 촌이다.

## 인접하는 자치체
- 나라현 요시노군 가미키타야마촌, 도쓰카와촌
- 미에현 구마노시
- 와카야마현 히가시무로군 기타야마촌

## 교통

### 도로
- 국도 제169호선
- 국도 제425호선 (일본)(일본어판)